# Gravsjön, Ångermanland
Gravsjön är en sjö i Örnsköldsviks kommun i Ångermanland och ingår i Moälvens huvudavrinningsområde. Sjön har en area på 0,124 kvadratkilometer och ligger 150,2 meter över havet. Sjön avvattnas av vattendraget Hummelbäcken.

## Delavrinningsområde
Gravsjön ingår i det delavrinningsområde (705192-162275) som SMHI kallar för Mynnar i Utterån. Medelhöjden är 189 meter över havet och ytan är 4,44 kvadratkilometer. Det finns inga avrinningsområden uppströms utan avrinningsområdet är högsta punkten. Hummelbäcken som avvattnar avrinningsområdet har biflödesordning 3, vilket innebär att vattnet flödar genom totalt 3 vattendrag innan det når havet efter 48 kilometer. Avrinningsområdet består mestadels av skog (87 procent). Avrinningsområdet har 0,12 kvadratkilometer vattenytor vilket ger det en sjöprocent på 2,8 procent.